# 한국스카우트연맹

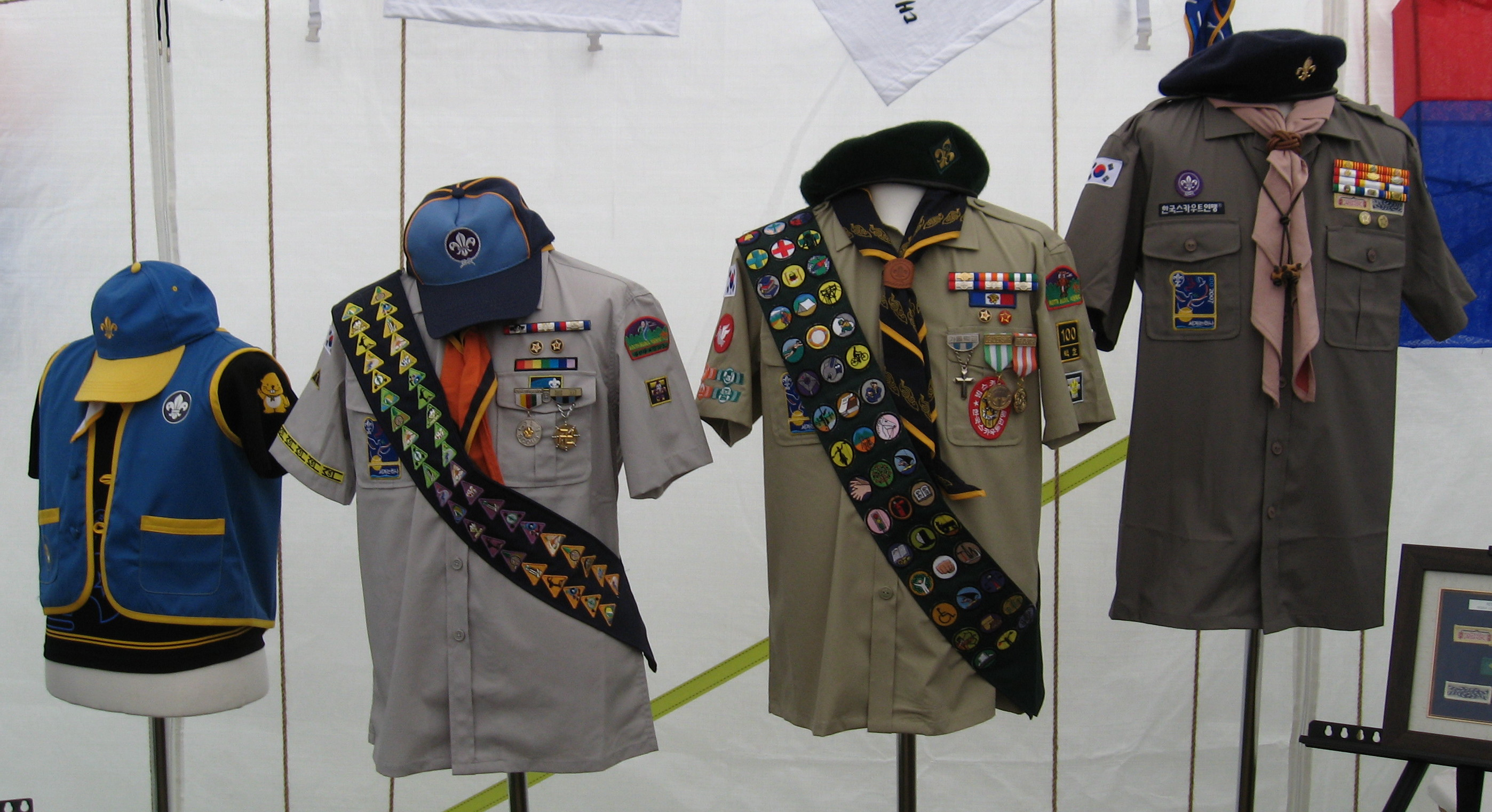

한국스카우트연맹 또는 대한 스카우트 연맹(Korea Scout Association)은 대한민국의 스카우트 운동 협회이다. 일제강점기인 1922년 10월 조철호(趙喆鎬)는 중앙고등보통학교에서 8명의 소년으로 조선소년군(朝鮮少年軍)의 창립과 함께 경성제1호대(京城第一虎隊)의 발대식을 거행하였고, 같은 무렵 정성채(鄭聖采)는 중앙기독교청년회(YMCA)내에 조선소년척후대(朝鮮少年斥候隊)를 발족시켰으며, 1924년 베이징에서 개최된 “제1회 극동 스카우트 경기회”에 참가했다. 일제와 연합군의 점령 정책에 따라, 1936년부터 1946년까지 활동이 금지되었으나 1946년부터 1950년의 한국전쟁 발발까지는 남한 전 영역에서 활동하였다. 1953년, 한국전쟁휴전 뒤에 대한민국 스카우트 단체로서 세계스카우트기구에 가맹했다. 2004년 현재 연맹에 등록된 총회원수는 20만 2,668명이다.
스카우트 연맹의 주요사업으로는 전국 규모의 잼버리 대회 개최와 평화 통일 체험활동, 산악 야외 생활 체험 및 적응 활동, 장애인 청소년을 위한 아구노리, 소년 봉사 활동 등이 있으며 매년 세계스카우트 유즈 포럼, 세계잼버리 등에 대표단을 파견한다. 자연보호 및 환경정리 활동, 교통정리 활동, 봉사 활동, 산악 재난 구조 활동, 소방관 보조 등의 활동을 해 왔다. 또한 소규모의 출판시설을 갖추고 있어 각종 청소년 활동 관련 서적의 번역, 간행, 그밖에 정기간행물인 기관지 월간 스카우트(SCOUT)와 격월간 스카우팅(SCOUTING) 등을 발행하고 있다. 그밖에 또 전국스카우트지도자대회를 개최하고, 청소년 장학사업 및 사회 공헌 활동을 전개하고 있다.
과거 80대 90년대엔 학도호국단 학도애향단 해체된 후 그 기능과 역할을 가정의 경제적 형편 부모의 경제적 형편에 따라 소수 정예화된 조직화를 하여 초등학교를 중심으로
일종의 학도호국단 학도애향단의 아류조직 외주조직 용역역할을 일종의 상류층 자제들의 소수정예 친목 모임역할을 하게 되었다

## 연맹 주최의 세계 및 지역 이벤트
- 1991년: 제17회 세계 스카우트 잼버리
- 1996년: 제17회 아시아 태평양 잼버리 (Asia Pacific Jamboree)
- 1996년: 아시아 태평양 지역 유스 포럼 (Asia Pacific Regional Youth Forum)
- 2000년: 제21회 아시아 태평양 잼버리, 대한민국 잼버리
- 2000년: Asia-Pacific Workshop on Youth Programme
- 2002년: 국제 패트롤 잼버리
- 2003년: Asia Pacific Regional Workshop on PR, ICT and Marketing
- 2004년: 제24회 아태잼버리 겸 제11회 한국잼버리(세계잼버리수련장)
- 2006년: 국제패트롤잼버리(순천시 청소년수련소)
- 2007년: 스카우트 운동 100주년 기념 제21회 세계잼버리 대한민국 대표단 파견(영국)
- 2008년: 제38차 세계총회를 유치하여 제주도에서 세계 잼버리
- 2023년: 제25회 세계 스카우트 잼버리

## 저서
- 《Spread your wings》 (한국스카우트연맹, 2005)
- 《지구를 되살리는 소년들》 (김영사, 1993)
- 알렌 컴트, 《네가 어때서》 (한국스카우트연맹 역, 시그마프레스, 2006)

## 조선민주주의인민공화국의 스카우트
조선민주주의인민공화국(북한)은 한반도 분단 이전부터 1950년까지 대한민국(남한)과 한국 스카우트의 역사를 공유하고 있었다. 그러나, 1946년 조선소년단이 창립하고, 1950년 한국전쟁이 발발한 이후, 조선민주주의인민공화국은 스카우트 활동을 금지시켰고, 사실상 조선소년단 활동 조직 체계를 강화시키면서 오늘까지 스카우트협회가 창립되어 있지 않다. 현재 스카우트협회(연맹)가 존재하지 않는 나라는 조선민주주의인민공화국, 쿠바, 라오스, 중화인민공화국, 미얀마, 안도라 등 6개국 뿐이다.

## 유스필란트로피
유스필란트로피(Youth Philanthropy)는 한국 스카우트연맹과 네이버 해피빈이 함께 하는 동아리 단체이다.  봉사, 학교 동아리 수업과 같은 활동을 하고 있다. 필란트로피는 '인류에 대한 사랑'을 의미한다.

## 같이 보기
- 스카우트 운동
- 보이스카우트
- 걸스카우트
- 한국 걸스카우트 연맹
- 세계 의원스카우트

## 참고 자료
- 김정의, 《한국소년운동사》 (민족문화사, 1992)
- 독립운동사편찬위원회, 《독립운동사 10》(독립운동사편찬위원회, 1978)
- 대한소년단, 《보이스카우트 창간호》(대한소년단, 1958)
- 백범사상실천운동연합, 《아! 비운의 역사현장 경교장》 (백범사상실천연합, 1993)